# Пюи-Мальсинья
Пюи́-Мальсинья́ (фр. Puy-Malsignat) — коммуна во Франции, находится в регионе Лимузен. Департамент коммуны — Крёз. Входит в состав кантона Шенерай. Округ коммуны — Обюссон.
Код INSEE коммуны — 23159.

## Население
Население коммуны на 2010 год составляло 161 человек.
| 1962 | 1968 | 1975 | 1982 | 1990 | 1999 | 2010 |
| ---- | ---- | ---- | ---- | ---- | ---- | ---- |
| 256  | 244  | 215  | 213  | 194  | 194  | 161  |

## Экономика
В 2010 году среди 87 человек трудоспособного возраста (15—64 лет) 67 были экономически активными, 20 — неактивными (показатель активности — 77,0 %, в 1999 году было 75,2 %). Из 67 активных жителей работали 63 человека (33 мужчины и 30 женщин), безработных было 4 (3 мужчин и 1 женщина). Среди 20 неактивных 2 человека были учениками или студентами, 17 — пенсионерами, 1 был неактивным по другим причинам.